# 浄行寺 (熊本市)
浄行寺（じょうぎょうじ）は、熊本県熊本市中央区坪井にある浄土真宗本願寺派の寺院。山号は長流山。

## 歴史
この寺の創建年代等については不詳であるが、戦国時代から江戸時代初期にかけて創建されたとされる。かつてはこの寺の周辺は浄行寺町とも称された。

## 墓所
- 堀内豊秋（明治から終戦までの日本海軍軍人）

## 所在地
- 熊本県熊本市中央区坪井三丁目10-18（国道3号浄行寺交差点近く）

## 交通アクセス
バス
- 浄行寺バス停下車すぐ。（産交バス、熊本電鉄バス、熊本都市バス）
3ヶ所に分かれている。熊本駅・上熊本駅・竜田口駅方面を結ぶ路線をはじめとして多数の路線が利用できる。

鉄道
- 熊本電気鉄道藤崎宮前駅下車、国道3号沿いに北へ約500m。